# André Mignot
Pour les articles homonymes, voir Mignot.
André Mignot est un avocat et homme politique français, né le 19 janvier 1915 à Versailles, où il est mort le 9 décembre 1977.
Il est maire de Versailles de 1947 à 1977, député de Seine-et-Oise en 1946 puis entre 1951 et 1962, et sénateur des Yvelines de 1968 à 1977.

## Biographie
Issu d'une vieille famille versaillaise datant du règne de Louis XVI, il est le fils d'Émile Mignot (1882-1948), qui fut conseiller municipal et maire-adjoint de Versailles avant la Première Guerre mondiale.
André Mignot serait à l’origine du nom « Île-de-France » pour la région créée administrativement en 1976. Ce nom a été adopté lors d’un vote à l’Assemblée nationale, au détriment du nom « Région parisienne ».
Licencié en droit de la faculté de Paris, André Mignot a été avocat au barreau de Versailles et membre du Cartel d'action sociale et morale, qu'il a dirigé après l'éviction de Daniel Parker.
Il est secrétaire général de l'association catholique traditionaliste Credo, fondée en 1974 et présidée par l'écrivain Michel de Saint-Pierre. Il publie avec ce dernier Les fumées de Satan en 1976.

## Mandats électifs
- Membre de la seconde Assemblée nationale constituante en 1946
- Maire de Versailles de 1947 à 1977, élu d'abord sous l'étiquette du RPF
- Conseiller général de Seine-et-Oise (canton de Versailles-Nord) puis des Yvelines de 1949 à 1977
- Député de Seine-et-Oise de 1951 à 1962 (groupe Rassemblement du peuple français puis groupe des Indépendants et paysans d'action sociale)[3]
- Sénateur des Yvelines de 1968 à 1977 (groupe des républicains et indépendants)[4]

## Distinction
- Décoré de la croix de guerre 1939-1945

## Hommage
Son nom a été donné à l'hôpital André Mignot, l'un des établissements du centre hospitalier de Versailles, situé au Chesnay.
À Versailles se trouve également une place qui lui est dédiée.